# Pietro Bracci

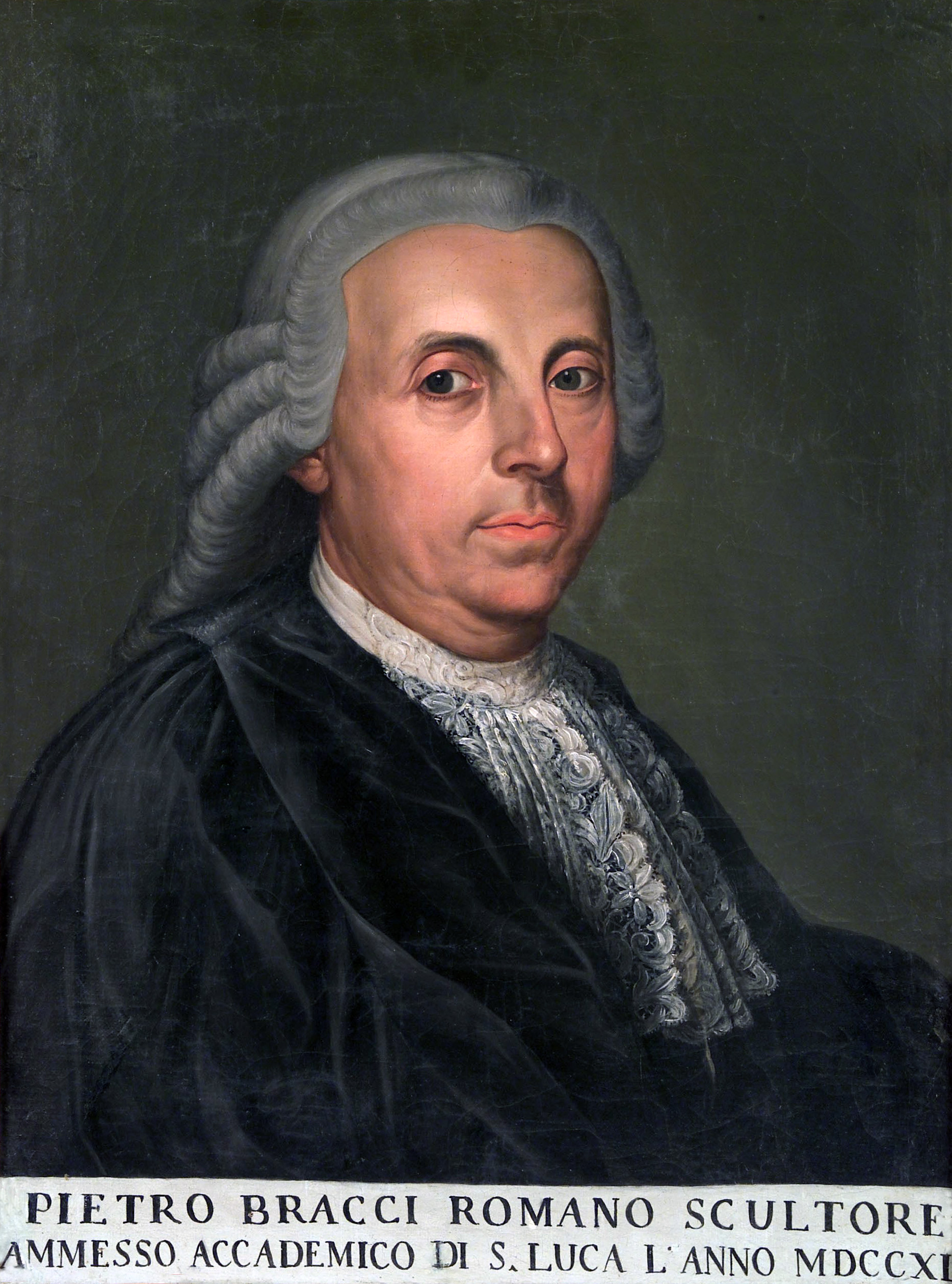
Pietro Bracci

Pietro Bracci (* 16. Juni 1700 in Rom; † 13. Februar 1773 ebenda) war ein italienischer Bildhauer des Spätbarock.

## Leben und Ausbildung
Pietro Bracci, Sohn des Steinschneiders Bartolomeo Cesare Bracci und der Anna Francesca Lorenzoni, erwarb sich vor seiner Tätigkeit als Bildhauer Kenntnisse in Philosophie und Literatur bei den Jesuiten. Als seine Lehrmeister gelten Giuseppe Chiari, bei dem er 6 Jahre tätig war und Camillo Rusconi, der bedeutendste Bildhauer Roms im ersten Viertel des 18. Jahrhunderts, dessen Skulpturen er studierte.
Bereits 1724 wurde er in die Accademia dell’Arcadia aufgenommen. Im gleichen Jahr heiratete er Faustina Mancini und ein Jahr später eröffnete er eine eigene Werkstatt an der Piazza Trinità dei Monti.
1756 wurde er Präsident der Accademia di San Luca. Er galt zu seiner Zeit als hervorragender Restaurator von antiken Statuen.

## Werke
Pietro Bracci schuf zahlreiche Skulpturen, insbesondere Büsten von Päpsten und Klerikern. Er führte ab 1725 ein Tagebuch mit einem Werkverzeichnis, in dem seine Werke und ihre Entstehungszeit aufgeführt sind. Zu seinen wichtigsten Werken zählen:
- 1725 Terracotta-Relief Josia, der König von Juda übergibt das Geld für den Tempel in der Accademia di San Luca.[2] Bracci gewann 1725 mit diesem Relief den ersten Preis der Klasse Skulptur in der Accademia. Es zeigt bereits die Elemente jenes eleganten spät-barocken (nahezu Rokoko) Stils, der für seine gesamte Laufbahn als Bildhauer kennzeichnend war.
- 1730 zwei Paare marmorner Putti an den Seiten des Chors der Basilika Sant’Agostino in Campo Marzio im Zuge der Umbauarbeiten durch Luigi Vanvitelli
- 1730 Aufträge für Statuen für den Klosterpalast Palácio Nacional de Mafra in Portugal
- 1734 Die Reinheit an der Seite des Grabmals Benedikt XIII. in der Cappella di San Domenico in der Basilika Santa Maria sopra Minerva (Rom)
- 1736 Modelle für die beiden Statuen des Papstes Clemens XII.; ausgeführt in Marmor in Ravenna und in Bronze im Kapitolinischen Museum in Rom
- 1739 Skulpturen für die Apsis des Doms von Neapel gemeinsam mit Paolo Posi
- 1741 Skulptur Demut für die Fassade der Basilika Santa Maria Maggiore
- 1742 Skulpturen für das Grabmal der Maria Clementina Sobieska im Petersdom.
- 1754 Kolossalstatue Der Heilige Vinzenz von Paul für den Petersdom
- 1762 Fertigstellung seines bekanntesten Werkes, der Gruppe Neptun und die Tritonen an der Fontana di Trevi
- 1763 Grabmal für Papst Benedikt XIV. im Petersdom

### Bildergalerie

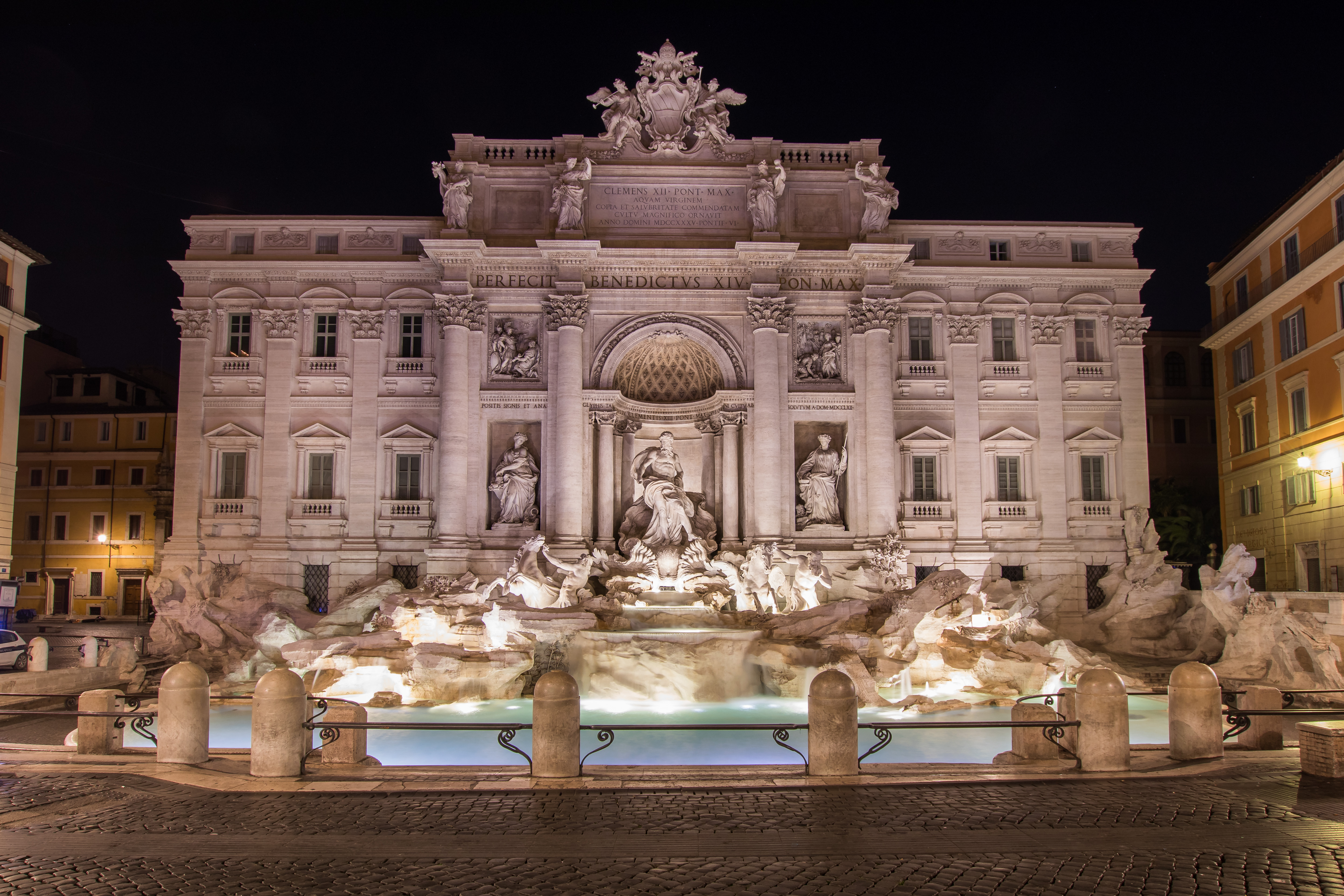
Fontana di Trevi
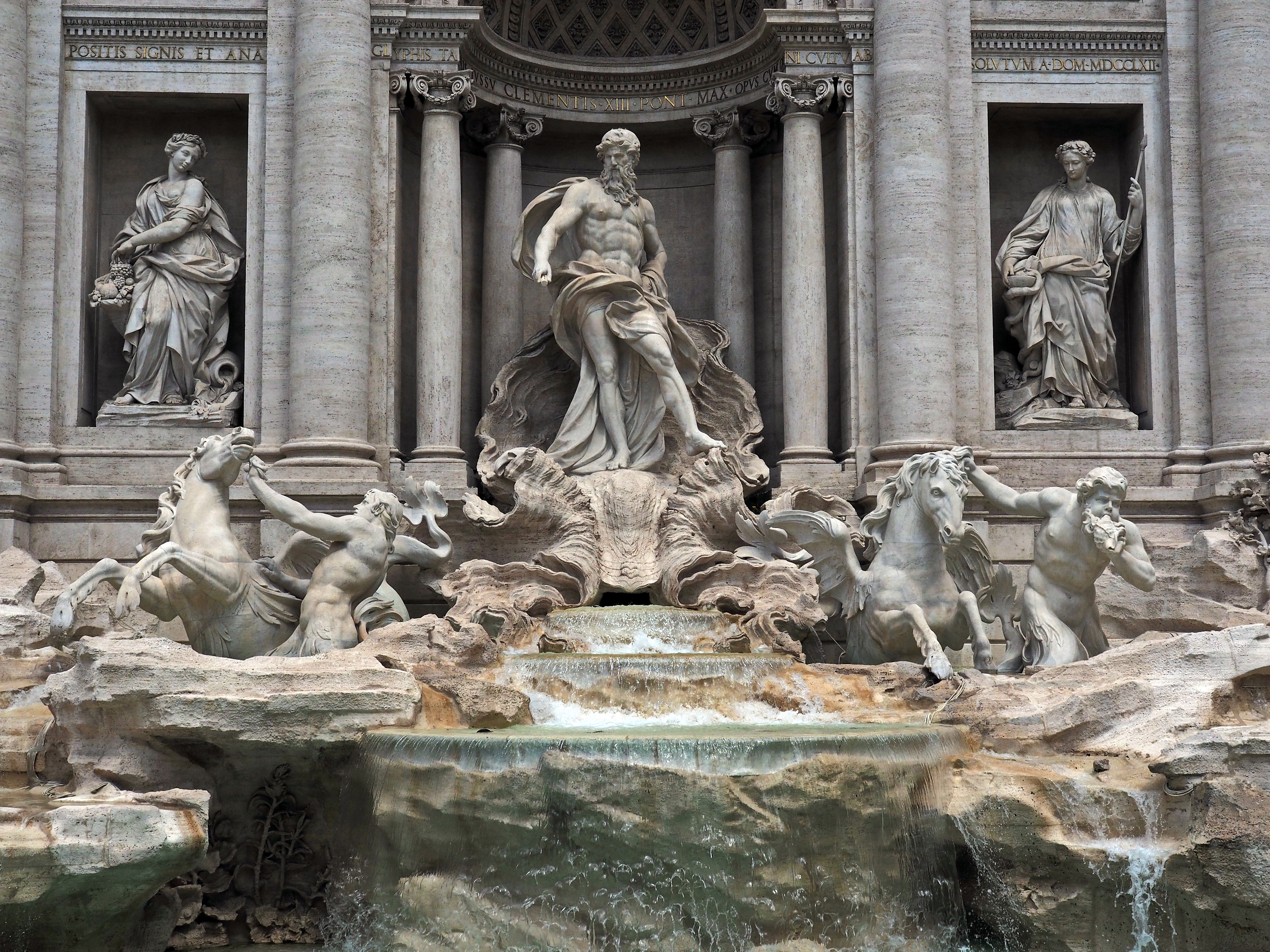
Fontana di Trevi Neptun und Tritonen
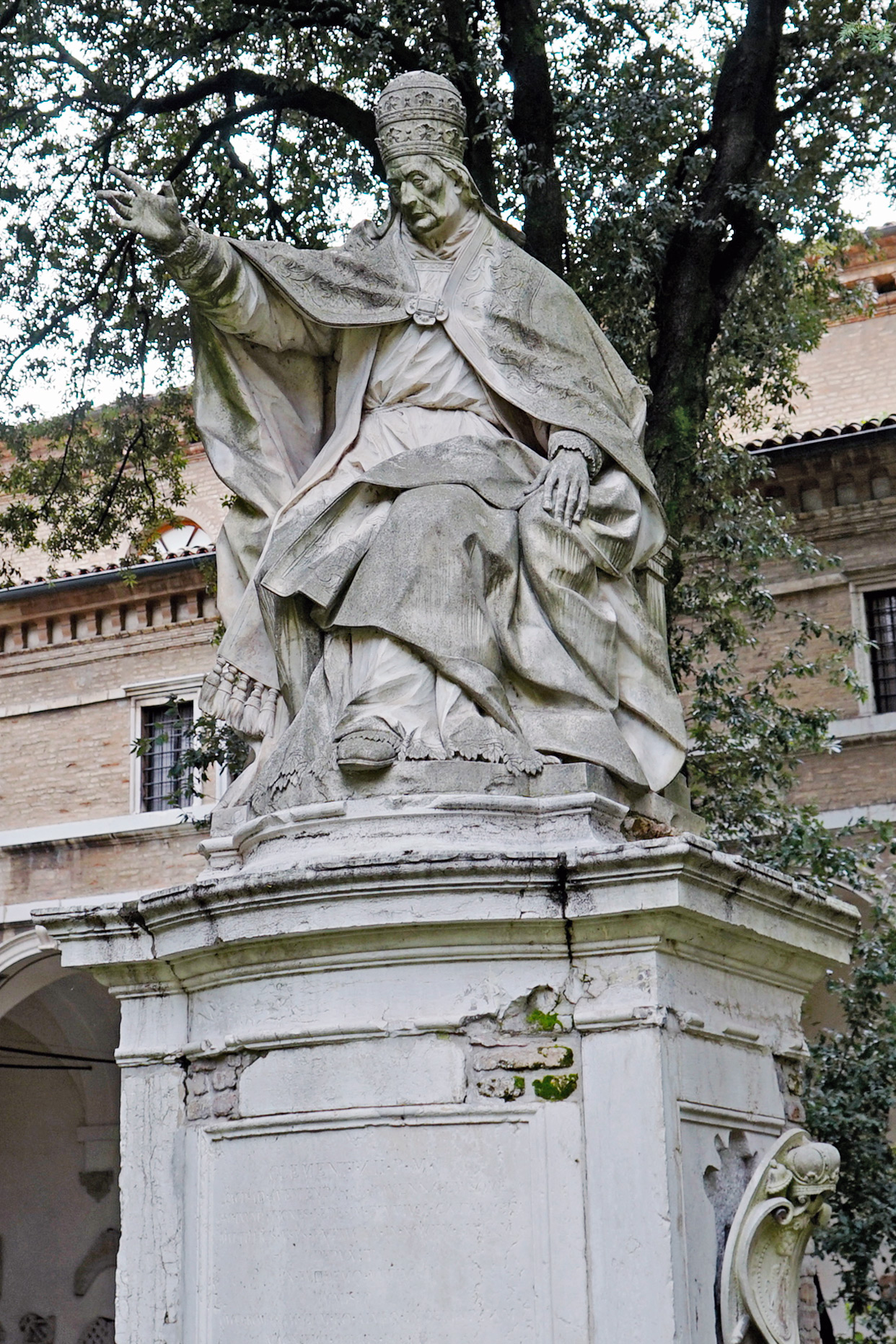
Clemens XII. im Museo nazionale in Ravenna
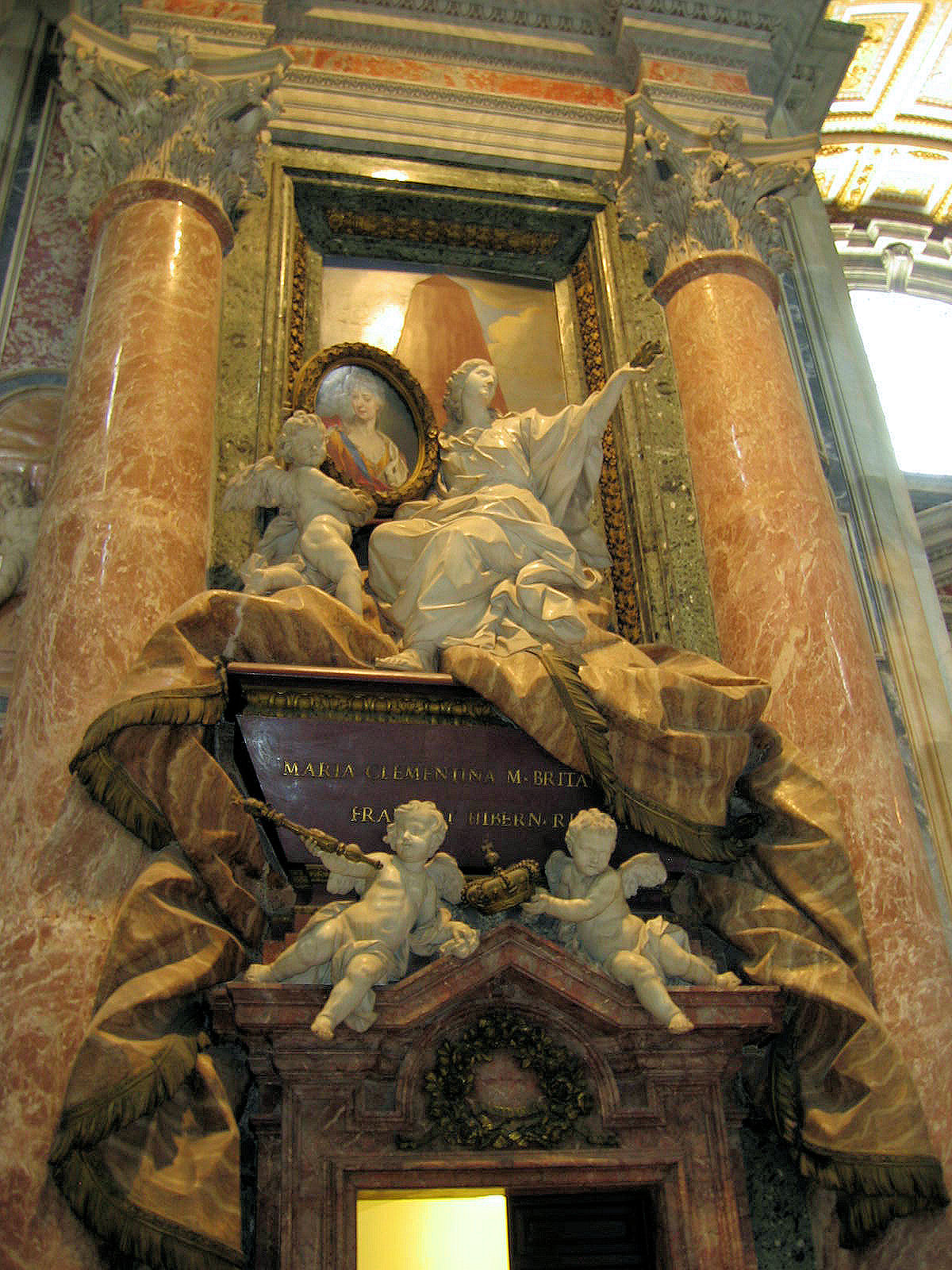
Grabmal der Maria Sobieska
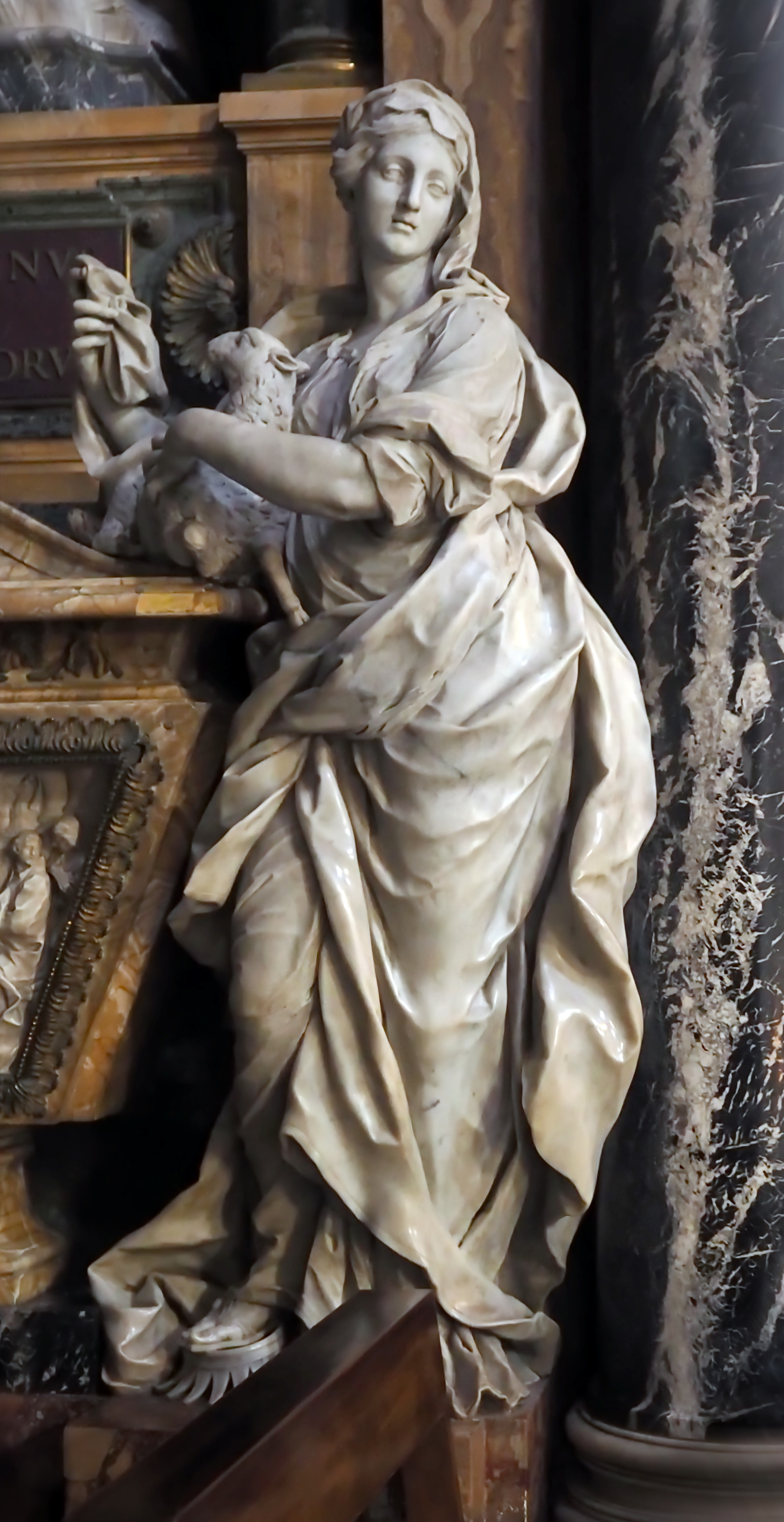
Santa Maria sopra Minerva – Die Reinheit
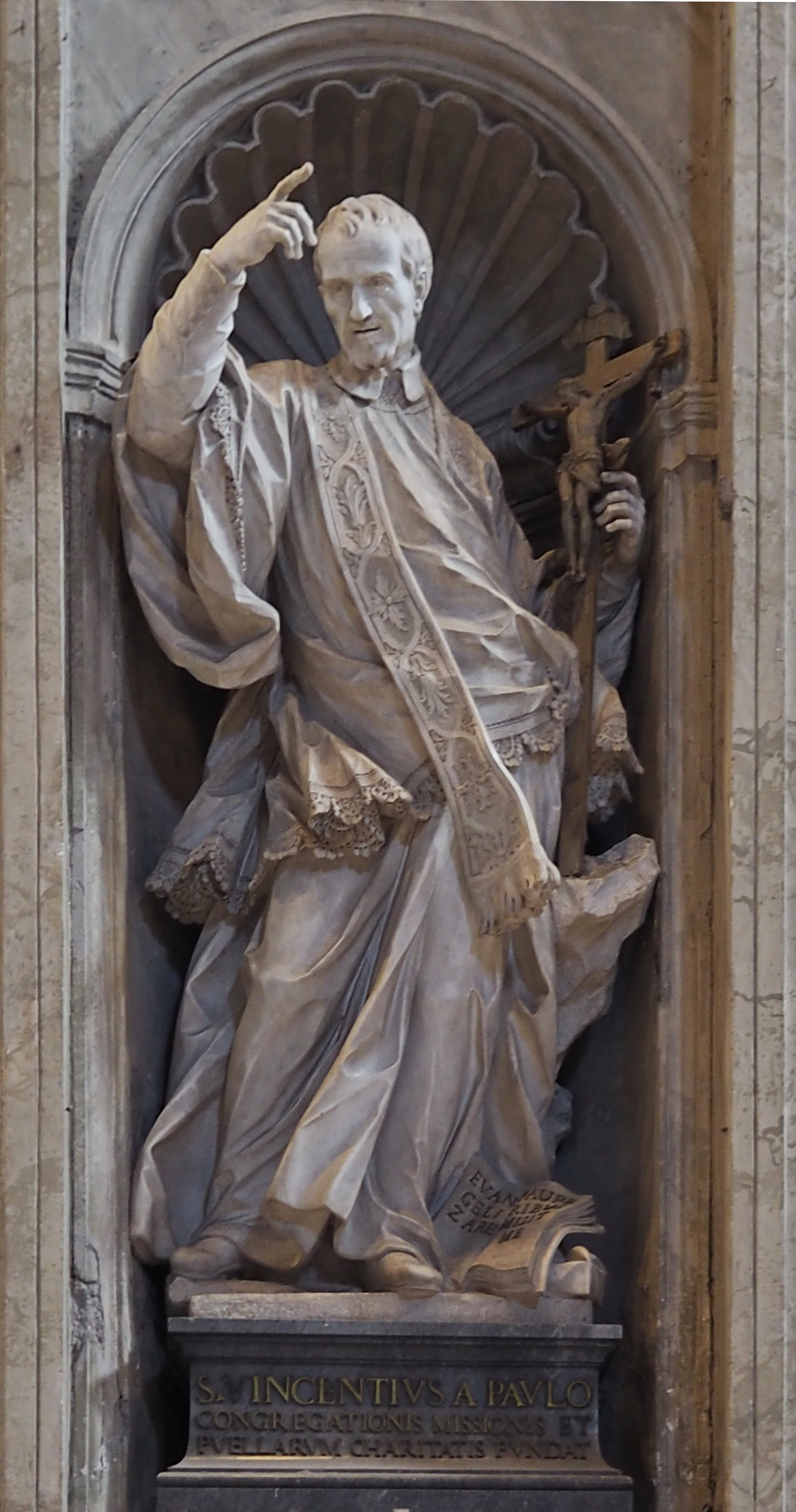
Petersdom – Kolossalstatue des Hl. Vinzenz von Paul
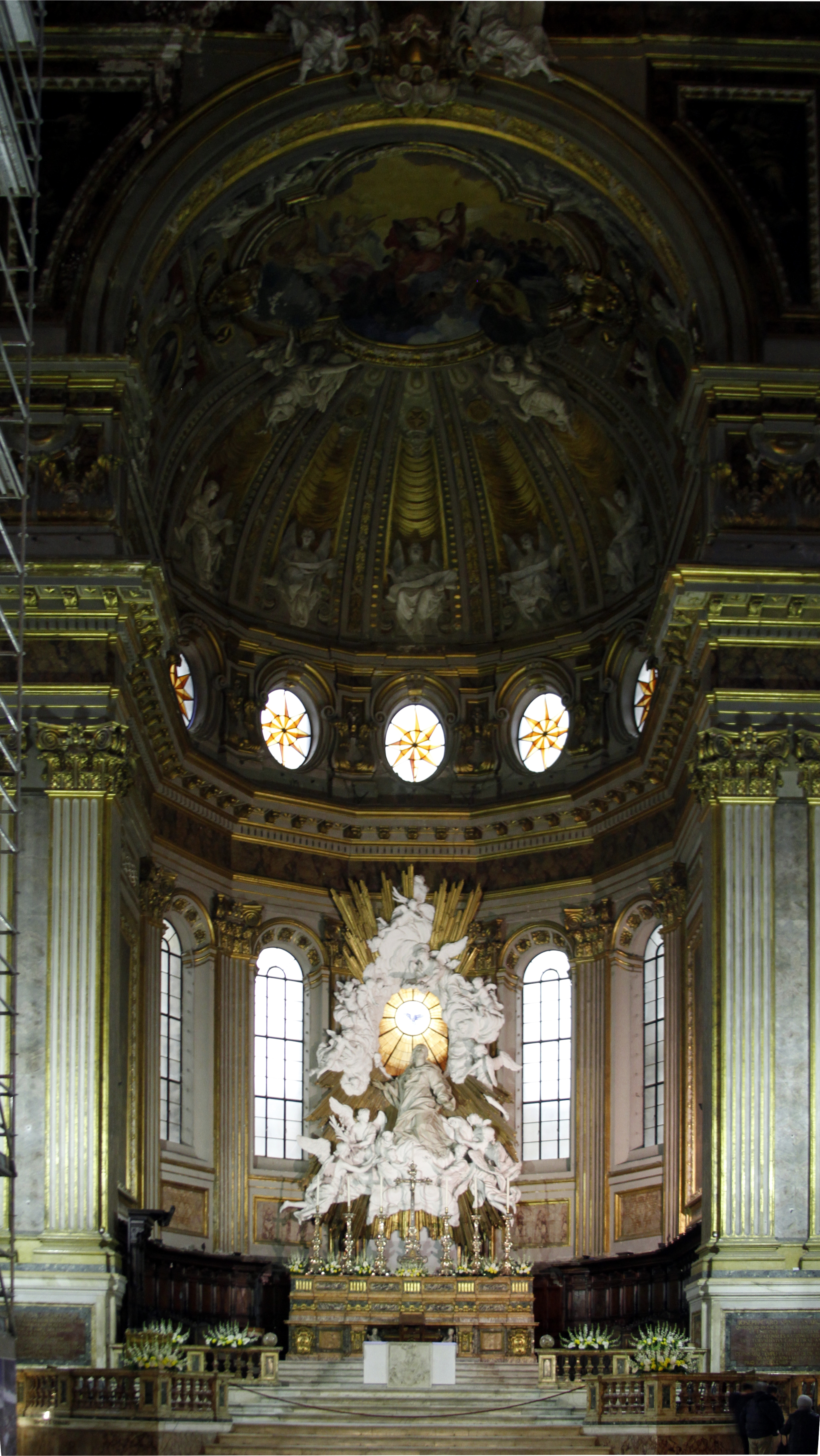
Dom von Neapel – Apsis des Doms
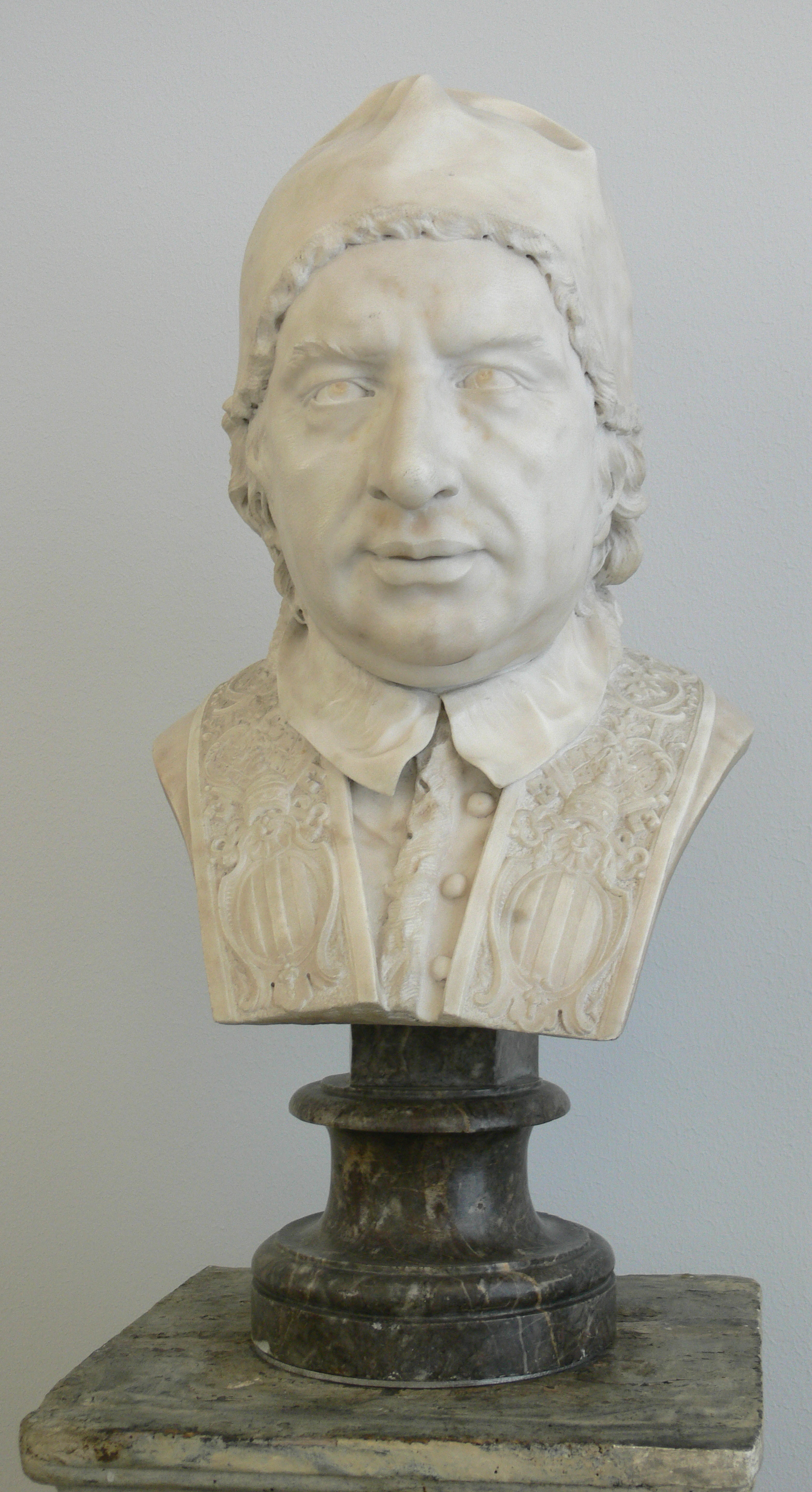
Benedikt XIV. in der Skulpturensammlung in Berlin
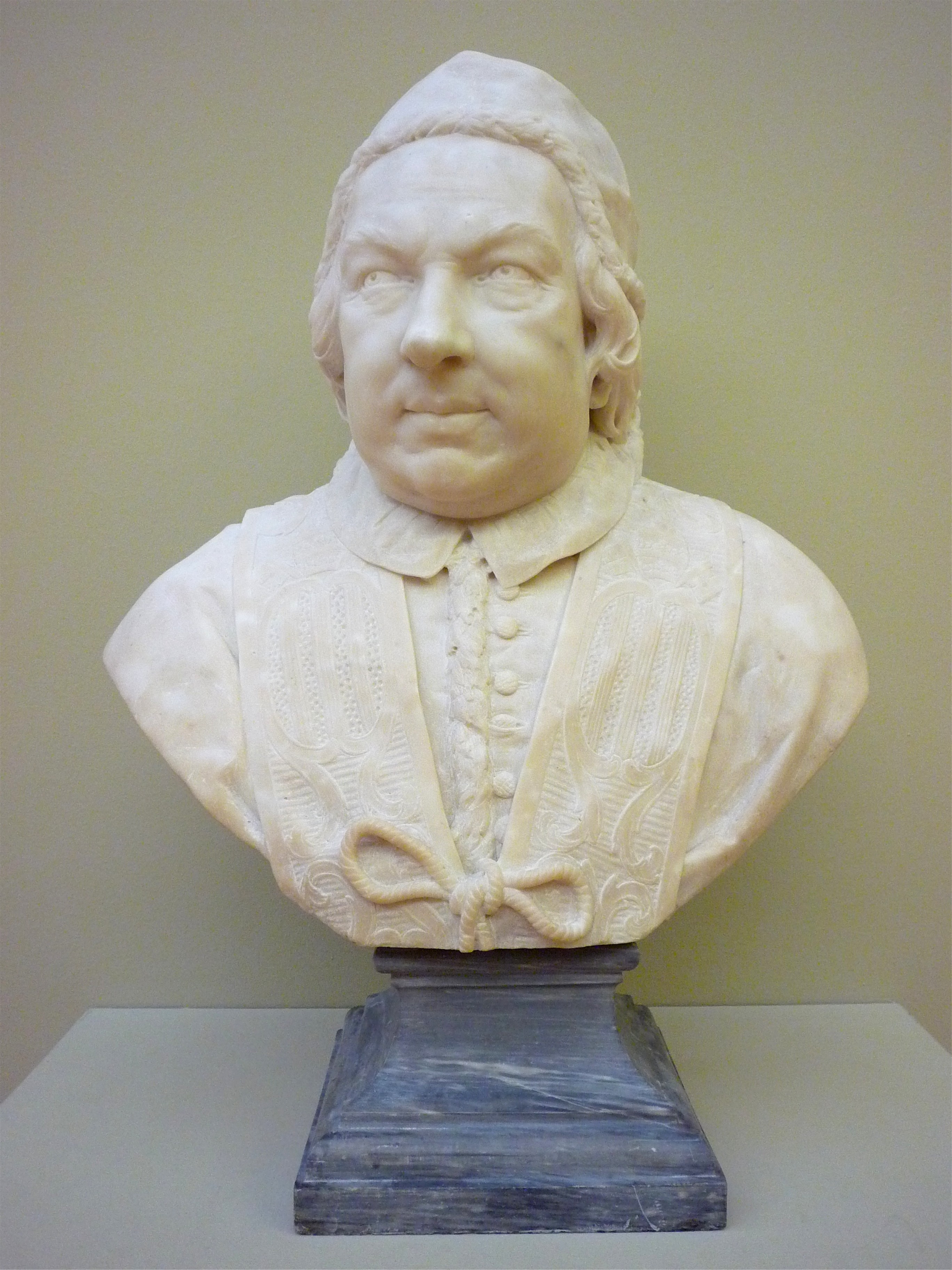
Museum Grenoble – Benedikt XIV.
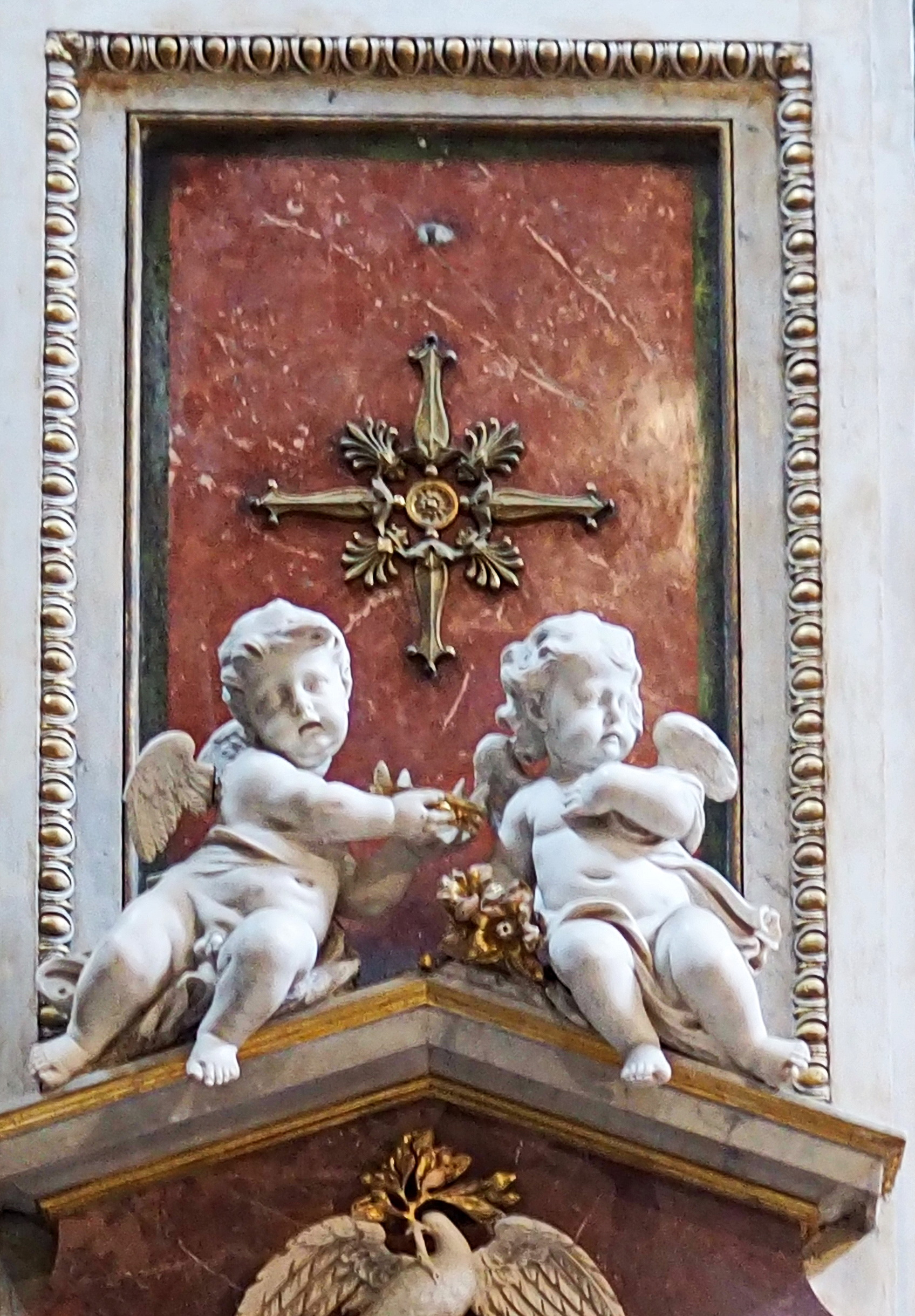
Sant’Agostino (Rom) – Putti
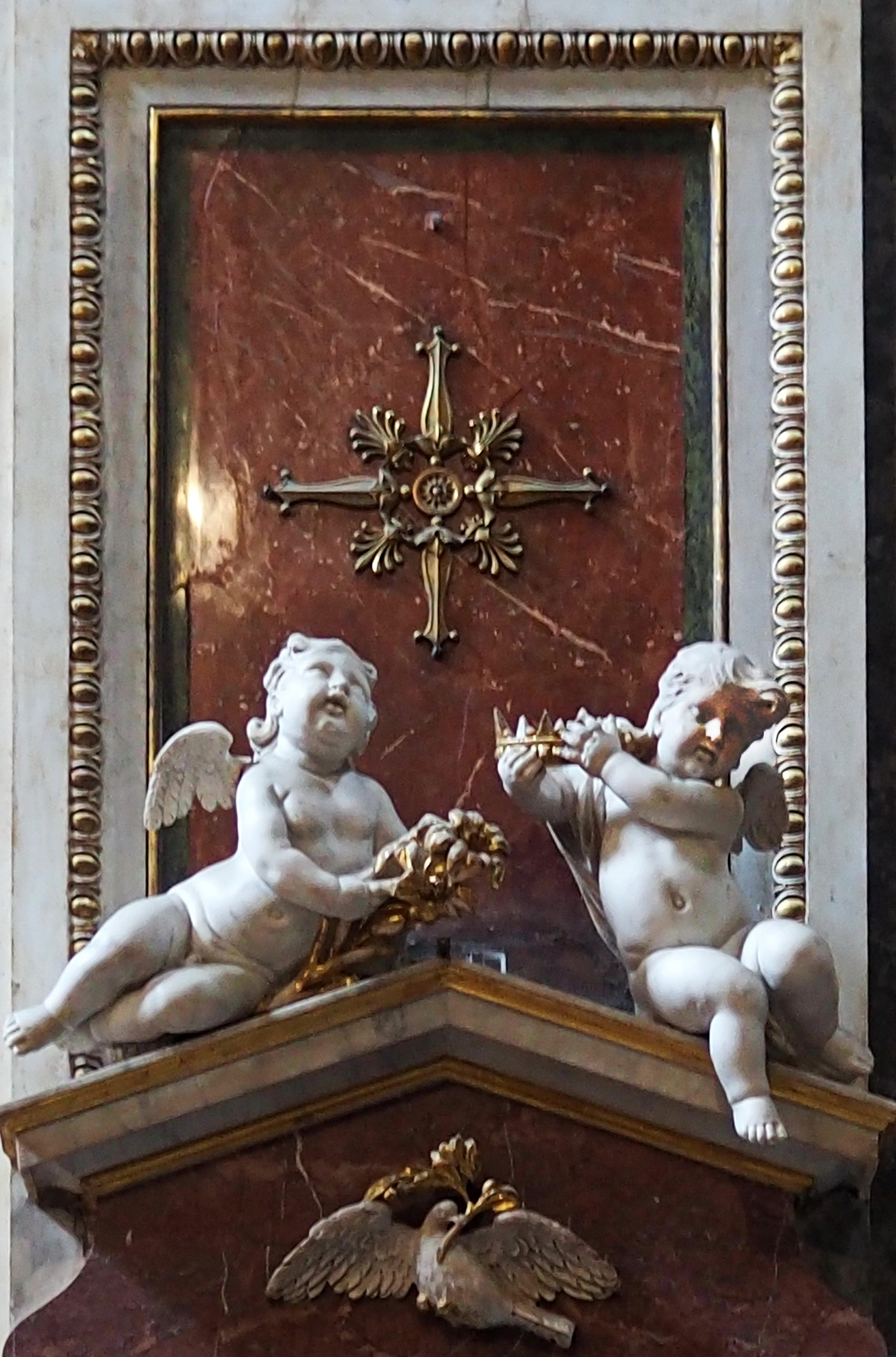
Sant’Agostino (Rom) – Putti